# Suszniki
Suszniki (ros. Сушники) – wieś w Rosji, w rejonie kiczmiengsko-gorodieckim obwodu wołogodzkiego. W 2010 r. liczyła 6 mieszkańców.